# 卡皮察擺

卡皮察擺示意圖，其元件包括可高速轉動曲柄的馬達；被帶動的曲柄使得相連結的槓桿上下振動。剛性擺則透過定軸點連結在槓桿末端。

卡皮察擺（英語：Kapitza's pendulum），為一種剛性擺，其定軸點呈現垂直方向的上下擺動。其得名於俄羅斯諾貝爾物理學獎得主彼得·卡皮察。他於1951年發展出一套理論，成功解釋此擺的不尋常特性。
卡皮察擺的特性為：懸置點的振動使得擺可以在倒立方向上穩定平衡。懸置點固定的尋常擺，其穩定平衡點則是擺錘在懸置點之下；上方相反處則是一個非穩定平衡點，只要一點點擾動就可以讓擺離開平衡。在非線性控制理論中，卡皮察擺是參數振盪器的一例，用以展示「動態穩定化」。